# Regla dels dies condemnats

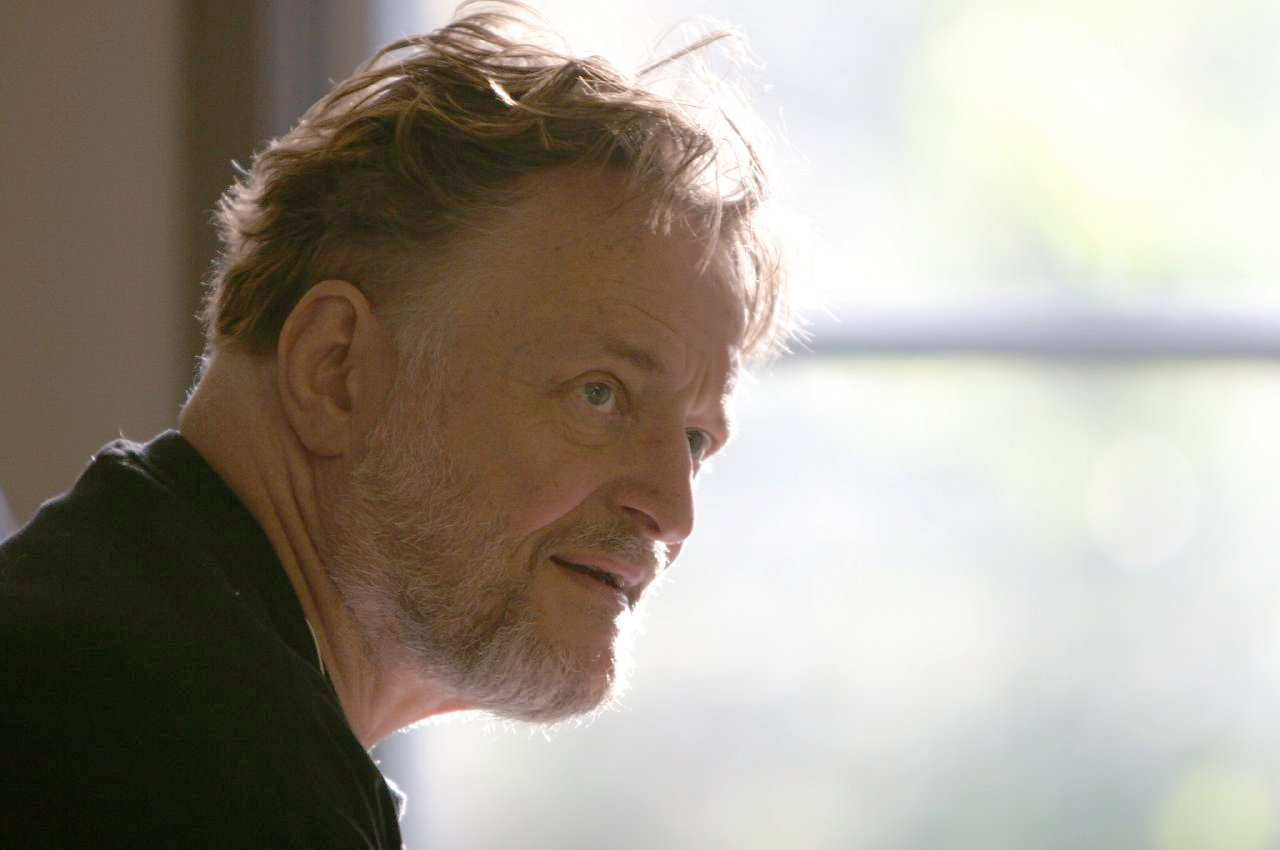
John Conway, inventor de l'algorisme dels dies condemnats, que va morir en el 15è dia condemnat de 2020.

La regla dels dies condemnats o regla Doomsday (anglès: Doomsday Rule) és un algorisme per a calcular en quin dia de la setmana cau qualsevol data. Fou ideat per John Conway el 1973, inspirant-se en l'algoritme del calendari perpetu de Lewis Carroll.
La base de l'algorisme és que, al llarg de l'any, hi ha una sèrie de dates assenyalades o fàcilment recordables que estan condemnades a caure en el mateix dia de la setmana. Això es deu simplement al fet que els dies que transcorren entre una data i l'altra és múltiple de 7, el número de dies que té cada setmana. Per exemple, el dia de la independència dels Estats Units, la Castanyada o Sant Esteve, són alguns dels dies condemnats, ja que en un mateix any sempre cauran en el mateix dia de la setmana. Aquest dia de la setmana on cauen tots els dies condemnats es diu àncora de l'any.
L'algorisme inclou les següents fases:
- Determinar l'àncora del segle.
- Calcular l'àncora de l'any.
- Comptar els dies que separen la data buscada i el dia condemnat més proper.

L'algorisme és prou senzill per poder ser calculat mentalment. De fet, l'inventor del mètode John Conway, podia aplicar-lo en menys de 2 segons. Per tal de millorar la seva habilitat, practicava amb el seu ordinador, que li proposava un exercici aleatori cada cop que hi accedia.

## Dies condemnats

### Dies condemnats clau
La cadena de dies que al llarg de l'any cauran en el mateix dia de la setmana està composta per alguns dies fàcilment recordables per ser dates assenyalades, però també per molts d'altres dies corrents sense cap significat especial. Per ajudar a recordar quants més dies condemnats millor (per facilitar el càlcul per a dates en qualsevol part de l'any) existeixen algunes regles mnemotècniques.

#### Festivitats
- Dia de Pi (14/03)
- Dia de la independència dels Estats Units (04/07)
- Castanyada o Halloween (31/11)
- Sant Esteve (26/12)

#### Dies mnemotècnics
La frase "Treballa de 9h a 5h en un 7-Eleven" aporta quatre dies condemnats per als mesos senars:
- 09/05
- 05/09
- 07/11
- 11/07

Per als mesos parells, són fàcilment recordables els següents cinc dies:
- 04/04
- 06/06
- 08/08
- 10/10
- 12/12

Per als primers dos mesos de l'any es poden recordar els següents:
- 03/01 (anys comuns) o 04/01 (anys de traspàs)
- L'últim dia de febrer (ja sigui 28/02 o 29/02 en els anys de traspàs)

### Llistat complet de dies condemnats
A continuació es llisten tots els dies condemnats de l'any. En negreta, els que poden ésser recordats mitjançant les regles anteriorment exposades:
| Mes                      | Dies              | Setmana |
| ------------------------ | ----------------- | ------- |
| Gener (anys comuns)      | 3, 10, 17, 24, 31 | 1–5     |
| Gener (anys de traspàs)  | 4, 11, 18, 25     | 1–4     |
| Febrer (anys comuns)     | 7, 14, 21, 28     | 6–9     |
| Febrer (anys de traspàs) | 1, 8, 15, 22, 29  | 5–9     |
| Març                     | 7, 14, 21, 28     | 10–13   |
| Abril                    | 4, 11, 18, 25     | 14–17   |
| Maig                     | 2, 9, 16, 23, 30  | 18–22   |
| Juny                     | 6, 13, 20, 27     | 23–26   |
| Juliol                   | 4, 11, 18, 25     | 27–30   |
| Agost                    | 1, 8, 15, 22, 29  | 31–35   |
| Setembre                 | 5, 12, 19, 26     | 36–39   |
| Octubre                  | 3, 10, 17, 24, 31 | 40–44   |
| Novembre                 | 7, 14, 21, 28     | 45–48   |
| Desembre                 | 5, 12, 19, 26     | 49–52   |

## Àncores
D'un any a l'altre, els dies condemnats cauran en un dia de la setmana diferent. L'àncora d'un any és el dia de la setmana on cauen tots els dies condemnats.
Per exemple, el per a l'any 2021 (Calendari gregorià) l'àncora és diumenge (per tant, la Castanyada i Sant Esteve, cauran en diumenge).
Per a altres anys contemporanis, l'ancora s'indica a la taula:
| Dl   | Dt   | Dc   | Dj   | Dv   | Ds   | Dg   |
| ---- | ---- | ---- | ---- | ---- | ---- | ---- |
| 1898 | 1899 | 1900 | 1901 | 1902 | 1903 | →    |
| 1904 | 1905 | 1906 | 1907 | →    | 1908 | 1909 |
| 1910 | 1911 | →    | 1912 | 1913 | 1914 | 1915 |
| →    | 1916 | 1917 | 1918 | 1919 | →    | 1920 |
| 1921 | 1922 | 1923 | →    | 1924 | 1925 | 1926 |
| 1927 | →    | 1928 | 1929 | 1930 | 1931 | →    |
| 1932 | 1933 | 1934 | 1935 | →    | 1936 | 1937 |
| 1938 | 1939 | →    | 1940 | 1941 | 1942 | 1943 |
| →    | 1944 | 1945 | 1946 | 1947 | →    | 1948 |
| 1949 | 1950 | 1951 | →    | 1952 | 1953 | 1954 |
| 1955 | →    | 1956 | 1957 | 1958 | 1959 | →    |
| 1960 | 1961 | 1962 | 1963 | →    | 1964 | 1965 |
| 1966 | 1967 | →    | 1968 | 1969 | 1970 | 1971 |
| →    | 1972 | 1973 | 1974 | 1975 | →    | 1976 |
| 1977 | 1978 | 1979 | →    | 1980 | 1981 | 1982 |
| 1983 | →    | 1984 | 1985 | 1986 | 1987 | →    |
| 1988 | 1989 | 1990 | 1991 | →    | 1992 | 1993 |
| 1994 | 1995 | →    | 1996 | 1997 | 1998 | 1999 |
| →    | 2000 | 2001 | 2002 | 2003 | →    | 2004 |
| 2005 | 2006 | 2007 | →    | 2008 | 2009 | 2010 |
| 2011 | →    | 2012 | 2013 | 2014 | 2015 | →    |
| 2016 | 2017 | 2018 | 2019 | →    | 2020 | 2021 |
| 2022 | 2023 | →    | 2024 | 2025 | 2026 | 2027 |
| →    | 2028 | 2029 | 2030 | 2031 | →    | 2032 |
| 2033 | 2034 | 2035 | →    | 2036 | 2037 | 2038 |
| 2039 | →    | 2040 | 2041 | 2042 | 2043 | →    |
| 2044 | 2045 | 2046 | 2047 | →    | 2048 | 2049 |
| 2050 | 2051 | →    | 2052 | 2053 | 2054 | 2055 |
| →    | 2056 | 2057 | 2058 | 2059 | →    | 2060 |
| 2061 | 2062 | 2063 | →    | 2064 | 2065 | 2066 |
| 2067 | →    | 2068 | 2069 | 2070 | 2071 | →    |
| 2072 | 2073 | 2074 | 2075 | →    | 2076 | 2077 |
| 2078 | 2079 | →    | 2080 | 2081 | 2082 | 2083 |
| →    | 2084 | 2085 | 2086 | 2087 | →    | 2088 |
| 2089 | 2090 | 2091 | →    | 2092 | 2093 | 2094 |
| 2095 | →    | 2096 | 2097 | 2098 | 2099 | 2100 |

Es pot observar que l'àncora anual avança dia a dia any rere any. Per exemple, si el 2021 és diumenge, el 2022 serà dilluns. Els anys de traspàs, saltarà dos dies en endavant. Per exemple, el 2023 serà dimarts, però el 2024 serà dijous.
És important recordar que, en el calendari gregorià, seran anys de traspàs:
- Els anys divisibles per 4 (2020 és any de traspàs)
  - Excepte si també són divisibles per 100 (1900 no és any de traspàs)
    - Excepte si també són divisibles per 400 (2000 és any de traspàs)

Així doncs, el 1900 els dies condemnats caigueren en dimecres i el 1901 en dijous.

## L'Algorisme
Havent entès els conceptes de dies condemnats i d'àncora es pot atacar l'algorisme proposat.

### 1) Determinar l'àncora del segle
Cada segle té una àncora base:
| Segle            | Àncora    |
| ---------------- | --------- |
| XIX (1800–1899)  | Divendres |
| XX (1900–1999)   | Dimecres  |
| XXI (2000–2099)  | Dimarts   |
| XXII (2100–2199) | Diumenge  |

L'àncora centenària es repeteix cíclicament cada quatre segles. Així doncs, per calcular l'ancora del segle XXIII caldrà seguir el cicle: Dimecres → Dimarts → Diumenge → Divendres. El mateix per a calcular àncores de segles anteriors al s.XIX, tot i que aquí cal tenir molt en compte l'ús del calendari julià de forma generalitzada abans del s.XVI.

### 2) Calcular l'àncora de l'any

#### Mètode clàssic
Cal seguir els següents passos:

Diagrama il·lustratiu del mètode senar + 11

1. Anomenar {\displaystyle a} a l'àncora del segle calculada anteriorment. Cal transformar el dia de la setmana obtingut al número de dia de la setmana (Diumenge = 0, Dilluns = 1, Dimarts = 2, Dimecres = 3, etc.).
2. Dividir els dos últims dígits de l'any a ancorar entre 12. Anomenar {\displaystyle b} al quocient enter resultant i {\displaystyle c} al residu.
3. Dividir {\displaystyle c} entre 4. Anomenar {\displaystyle d} al quocient enter resultant.
4. Sumar {\displaystyle a+b+c+d}.
5. Del resultat anterior, restar de 7 en 7 fins que quedi un nombre entre 0 i 6 (o dividir entre 7 i prendre el residu). Aquest és el dia de la setmana que farà d'àncora de l'any (Diumenge = 0, Dilluns = 1, Dimarts = 2, Dimecres = 3, etc.).

#### Mètode "senar + 11"
El 2010, Chamberlain Fong i Michael K. Walter, van descobrir un mètode més senzill per a calcular l'àncora d'un any. Fou descrit i presentat en el 7è Congrés Internacional de Matemàtica Aplicada i Industrial (2011).
És força adient per al càlcul mental, ja que no comporta operacions complexes i és fàcilment recordable, a causa de la seva senzillesa procedimental.
1. Prendre els dos últims dígits de l'any. Si la xifra és senar, sumar-li 11.
2. Dividir el resultat entre 2.
3. Si el resultat és senar, sumar-li 11.
4. Dividir entre 7 i quedar-se amb el residu.
5. L'àncora de l'any serà l'àncora del segle (determinada a la fase 1 de l'algorisme) + 7 - residu.

### 3) Ubicar el dia buscat
Sabent doncs quin dia és l'àncora de l'any i recordant tots els dies condemnats vistos anteriorment, només queda cercar el dia condemnat més proper a la data buscada i comptar els dies de diferència. Així es podrà saber en què cau el dia desitjat.

## Exemples

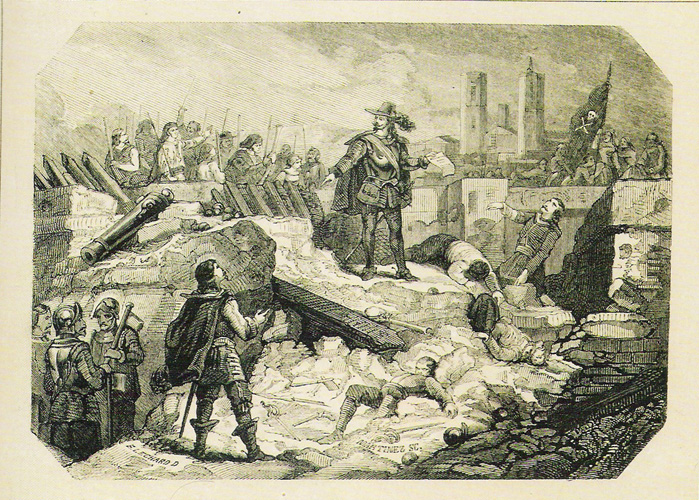
L'11 de Setembre, Barcelona capitulà davant les tropes borbòniques. És una data assenyalada en la història de Catalunya.

En què caigué...

### Exemple 1: L'11 de Setembre de 1714
| 1) Determinar l'àncora del segle | 1) Determinar l'àncora del segle |
| --- | --- |
| El 1714 pertany al s.XVIII. \| XVIII (1600-1699) \| Dimarts \| \| XVIII (1700-1799) \| Diumenge \| \| XIX (1800–1899) \| Divendres \| \| XX (1900–1999) \| Dimecres \| \| XXI (2000–2099) \| Dimarts \| \| XXII (2100–2199) \| Diumenge \| L'àncora del segle és diumenge ({\displaystyle a=0}).                 | |
| 2) Calcular l'àncora de l'any | |
| Mètode clàssic | Mètode senar + 11 |
| 1. Prendre {\displaystyle a=0} 2. Dividir {\displaystyle 14/12\Longrightarrow b=1,\ c=2} 3. Dividir {\displaystyle 2/4\Longrightarrow d=0,\ r=2} 4. Sumar {\displaystyle a+b+c+d=3} 5. Dividir {\displaystyle 3/7\Longrightarrow q=0,\ R=3} Per tant, com l'últim residu és 3, l'àncora de l'any és el dimecres. | 1. Sumar {\displaystyle 14+0=14}, ja que 14 és parell 2. Dividir {\displaystyle 14/2=7} 3. Sumar {\displaystyle 7+11=18}, ja que 7 és senar 4. Dividir {\displaystyle 18/7\Longrightarrow q=2,\ R=4} 5. Sumar {\displaystyle a+7-R=0+7-4=3} Per tant, com el resultat és 3, l'àncora de l'any és el dimecres. |
| 3) Ubicar el dia buscat | |
| El dia condemnat més proper a l'11 de setembre és el 5 de setembre ("Treballa de 5 a 9 en un 7-Eleven"). Així doncs: 05/09 - Dimecres 06/09 - Dijous 07/09 - Divendres 08/09 - Dissabte 09/09 - Diumenge 10/09 - Dilluns 11/09 - Dimarts Per tant, l'11 de Setembre de 1714 fou un dimarts.                      | |
| XVIII (1600-1699) | Dimarts |
| XVIII (1700-1799) | Diumenge |
| XIX (1800–1899) | Divendres |
| XX (1900–1999) | Dimecres |
| XXI (2000–2099) | Dimarts |
| XXII (2100–2199) | Diumenge |

### Exemple 2: Lainauguració de Barcelona '92(25/07/1992)
| 1) Determinar l'àncora del segle | 1) Determinar l'àncora del segle |
| --- | --- |
| El 1992 pertany al s.XX. \| XIX (1800–1899) \| Divendres \| \| XX (1900–1999) \| Dimecres \| \| XXI (2000–2099) \| Dimarts \| \| XXII (2100–2199) \| Diumenge \| L'àncora del segle és dimecres ({\displaystyle a=3}).                                                                                          | |
| 2) Calcular l'àncora de l'any | |
| Mètode clàssic | Mètode senar + 11 |

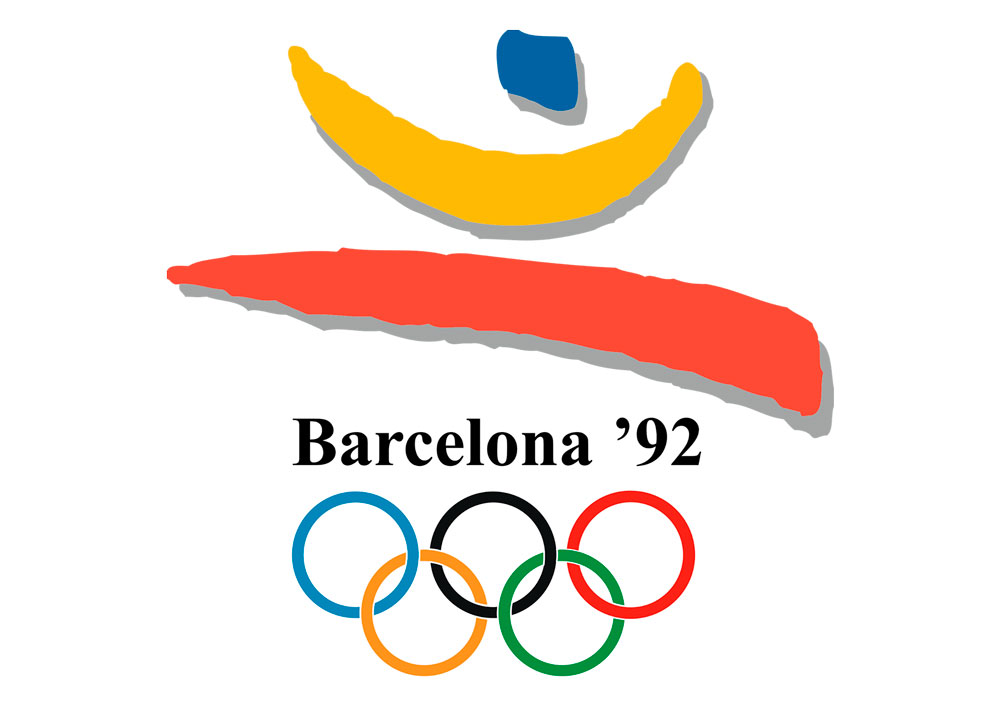
El 25 de juliol de 1992, Barcelona arrancava un dels Jocs Olímpics més aplaudits de la història.

| 1. Prendre {\displaystyle a=3} 2. Dividir {\displaystyle 92/12\Longrightarrow b=7,\ c=8} 3. Dividir {\displaystyle 8/4\Longrightarrow d=2,\ r=0} 4. Sumar {\displaystyle a+b+c+d=20} 5. Dividir {\displaystyle 20/7\Longrightarrow q=2,\ R=6} Per tant, com l'últim residu és 6, l'àncora de l'any és dissabte. | 1. Sumar {\displaystyle 92+0=92}, ja que 92 és parell 2. Dividir {\displaystyle 92/2=46} 3. Sumar {\displaystyle 46+0=46}, ja que 46 és parell 4. Dividir {\displaystyle 46/7\Longrightarrow q=6,\ R=4} 5. Sumar {\displaystyle a+7-R=3+7-4=6} Per tant, com el resultat és 6, l'àncora de l'any és dissabte. |
| 3) Ubicar el dia buscat | |
| El dia condemnat més proper al 25 de juliol és l'11 de juliol ("Treballa de 5 a 9 en un 7-Eleven"). Així doncs: 11/07 - Dissabte 18/07 - Dissabte 25/07 - Dissabte Per tant, el 25 de juliol de 1992 caigué en dissabte.                                                                                        | |
| XIX (1800–1899) | Divendres |
| XX (1900–1999) | Dimecres |
| XXI (2000–2099) | Dimarts |
| XXII (2100–2199) | Diumenge |